# Толордава, Антон
Антон Толордава (груз. ანტონ თოლორდავა; род. 2 августа 1996, Грузия) — грузинский футболист, центральный защитник клуба «Телави.

## Биография
В сезоне 2015/16 был в заявке клуба высшей лиги Грузии «Цхинвали», но на поле не выходил. С 2017 года играл за «Телави», с этим клубом за три сезона поднялся из третьего дивизиона в высший. Дебютный матч в элите сыграл 8 марта 2020 года против «Дилы», заменив на 68-й минуте Гурама Самушия.
В начале 2021 года перешёл в таллинскую «Левадию», подписав двухлетний контракт. За полсезона провёл 7 матчей и забил один гол в чемпионате Эстонии, а также стал обладателем Кубка Эстонии (2 матча). Уже в июле 2021 года игрок и клуб расторгли контракт по соглашению сторон.
Вернувшись на родину, футболист в течение года продолжал играть за «Телави» в высшей лиге. В июле 2022 года подписал контракт с клубом Суперлиги Сербии «Раднички» (Ниш).

## Достижения
- Обладатель Кубка Эстонии: 2020/21